# Volta à Suíça de 2018
A 82.ª edição da Volta à Suíça (oficialmente: Tour de Suisse), celebrou-se entre 9 a 17 de junho de 2018 na Suíça com início na cidade de Frauenfeld e final na cidade de Bellinzona. O percurso consistiu de um total de 9 etapas sobre uma distância total de 1215,4 km.
A corrida fez parte do UCI WorldTour de 2018 calendário ciclístico de máximo nível mundial, sendo a vigésima-quarta corrida de dito circuito e foi vencida pelo ciclista australiano Richie Porte da equipa BMC Racing. O pódio completaram-no o ciclista dinamarquês Jakob Fuglsang da equipa Astana e o ciclista colombiano Nairo Quintana da equipa Movistar.

## Equipas participantes
Tomaram parte na corrida 21 equipas: 18 de categoria UCI WorldTeam; e 3 de categoria Profissional Continental. Formando assim um pelotão de 147 ciclistas dos que terminaram 137. As equipas participantes foram:
| Equipes WorldTeam (18)- AG2R La Mondiale - Astana - Bahrain-Merida - BMC Racing Team - Bora-Hansgrohe - Dimension Data - EF Education First-Drapac p/b Cannondale - Groupama-FDJ - Katusha-Alpecin - Lotto NL-Jumbo - Lotto Soudal - Mitchelton-Scott - Movistar Team - Quick-Step Floors - Sky - Team Sunweb - Trek-Segafredo - UAE Team Emirates Equipes profissionais Continentais (3)- Aqua Blue Sport - Direct Énergie - Nippo-Vini Fantini-Europa Ovini |
| |

## Percorrido
A Volta à Suíça dispôs de nove etapas para um percurso total de 1215,4 quilómetros, dividido numa contrarrelógio por equipas, três etapas em media montanha, três etapas de alta montanha, uma etapa com um percurso plano e uma contrarrelógio por equipas no último dia da corrida.
| Etapa | Data    | Percurso                  | type                       | Distância (km) | Vencedor                | Líder geral  |
| ----- | ------- | ------------------------- | -------------------------- | -------------- | ----------------------- | ------------ |
| 1     | 9 jun.  | Frauenfeld – Frauenfeld   | contrarrelógio por equipes | 18,3           | BMC Racing Team         | Stefan Küng  |
| 2     | 10 jun. | Frauenfeld – Frauenfeld   | etapa escarpada            | 155            | Peter Sagan             | Stefan Küng  |
| 3     | 11 jun. | Oberstammheim – Gansingen | etapa escarpada            | 182,8          | Sonny Colbrelli         | Stefan Küng  |
| 4     | 12 jun. | Gansingen – Gstaad        | média montanha             | 189,2          | Christopher Juul-Jensen | Stefan Küng  |
| 5     | 13 jun. | Gstaad – Leukerbad        | alta montanha              | 155,7          | Diego Ulissi            | Richie Porte |
| 6     | 14 jun. | Fiesch – Gommiswald       | alta montanha              | 186            | Søren Kragh Andersen    | Richie Porte |
| 7     | 15 jun. | Eschenbach – Arosa        | alta montanha              | 170,5          | Nairo Quintana          | Richie Porte |
| 8     | 16 jun. | Bellinzona – Bellinzona   | etapa plana                | 123,8          | Arnaud Démare           | Richie Porte |
| 9     | 17 jun. | Bellinzona – Bellinzona   | contrarrelógio individual  | 34,1           | Stefan Küng             | Richie Porte |

## Desenvolvimento da corrida

### 1.ª etapa
| Frauenfeld - Frauenfeld | contrarrelógio por equipes | (18,3 km) |

| \| Classificação por etapas \| Classificação por etapas \| Classificação por etapas \| Classificação por etapas \| Classificação por etapas \| Classificação por etapas \| \| Equipe \| Equipe \| Tempo \| Intervalo de tempo \| Rapidez \| \| \| ------------------------ \| ------------------------ \| ------------------------ \| ------------------------ \| ------------------------ \| ------------------------ \| \| 1. \| BMC Racing Team \| 20m18s \| 0s \| 53.202 km/h \| \| \| 2. \| Team Sunweb \| 20m38s \| + 20s \| 52.342 km/h \| \| \| 3. \| Quick-Step Floors \| 20m45s \| + 27s \| 52.048 km/h \| \| \| 4. \| Bora-Hansgrohe \| 20m45s \| + 27s \| 52.048 km/h \| \| \| 5. \| Mitchelton-Scott \| 20m47s \| + 29s \| 51.965 km/h \| \| \| 6. \| Movistar Team \| 20m51s \| + 33s \| 51.799 km/h \| \| \| 7. \| Bahrain-Merida \| 20m54s \| + 36s \| 51.675 km/h \| \| \| 8. \| Groupama-FDJ \| 21m03s \| + 45s \| 51.306 km/h \| \| \| 9. \| Katusha-Alpecin \| 21m04s \| + 46s \| 51.266 km/h \| \| \| 10. \| UAE Team Emirates \| 21m08s \| + 50s \| 51.104 km/h \| \| |                   |        |                    |             |
| |                   |        |                    |             |
| Fonte: ProCyclingStats |                   |        |                    |             |
| Classificação por etapas |                   |        |                    |             |
| Equipe | Equipe            | Tempo  | Intervalo de tempo | Rapidez     |
| 1. | BMC Racing Team   | 20m18s | 0s                 | 53.202 km/h |
| 2. | Team Sunweb       | 20m38s | + 20s              | 52.342 km/h |
| 3. | Quick-Step Floors | 20m45s | + 27s              | 52.048 km/h |
| 4. | Bora-Hansgrohe    | 20m45s | + 27s              | 52.048 km/h |
| 5. | Mitchelton-Scott  | 20m47s | + 29s              | 51.965 km/h |
| 6. | Movistar Team     | 20m51s | + 33s              | 51.799 km/h |
| 7. | Bahrain-Merida    | 20m54s | + 36s              | 51.675 km/h |
| 8. | Groupama-FDJ      | 21m03s | + 45s              | 51.306 km/h |
| 9. | Katusha-Alpecin   | 21m04s | + 46s              | 51.266 km/h |
| 10. | UAE Team Emirates | 21m08s | + 50s              | 51.104 km/h |

| \| Classificação geral \| Classificação geral \| Classificação geral \| Classificação geral \| Classificação geral \| \| Ciclista \| Ciclista \| Equipe \| Tempo \| \| \| ------------------- \| -------------------- \| ------------------- \| ------------------- \| ------------------- \| \| 1. \| Stefan Küng \| BMC Racing Team \| 20m18s \| \| \| 2. \| Richie Porte \| BMC Racing Team \| + 0s \| \| \| 3. \| Greg Van Avermaet \| BMC Racing Team \| + 0s \| \| \| 4. \| Tejay van Garderen \| BMC Racing Team \| + 0s \| \| \| 5. \| Wilco Kelderman \| Team Sunweb \| + 20s \| \| \| 6. \| Sam Oomen \| Team Sunweb \| + 20s \| \| \| 7. \| Søren Kragh Andersen \| Team Sunweb \| + 20s \| \| \| 8. \| Michael Matthews \| Team Sunweb \| + 20s \| \| \| 9. \| Simon Gerrans \| BMC Racing Team \| + 25s \| \| \| 10. \| Philippe Gilbert \| Quick-Step Floors \| + 27s \| \| |                      |                   |        |
| |                      |                   |        |
| Fonte: ProCyclingStats |                      |                   |        |
| Classificação geral |                      |                   |        |
| Ciclista | Ciclista             | Equipe            | Tempo  |
| 1. | Stefan Küng          | BMC Racing Team   | 20m18s |
| 2. | Richie Porte         | BMC Racing Team   | + 0s   |
| 3. | Greg Van Avermaet    | BMC Racing Team   | + 0s   |
| 4. | Tejay van Garderen   | BMC Racing Team   | + 0s   |
| 5. | Wilco Kelderman      | Team Sunweb       | + 20s  |
| 6. | Sam Oomen            | Team Sunweb       | + 20s  |
| 7. | Søren Kragh Andersen | Team Sunweb       | + 20s  |
| 8. | Michael Matthews     | Team Sunweb       | + 20s  |
| 9. | Simon Gerrans        | BMC Racing Team   | + 25s  |
| 10. | Philippe Gilbert     | Quick-Step Floors | + 27s  |

### 2.ª etapa
| Frauenfeld - Frauenfeld | etapa escarpada | (155 km) |

| \| Classificação por etapas \| Classificação por etapas \| Classificação por etapas \| Classificação por etapas \| Classificação por etapas \| \| Ciclista \| Ciclista \| Equipe \| Tempo \| \| \| ------------------------ \| ------------------------ \| ------------------------ \| ------------------------ \| ------------------------ \| \| 1. \| Peter Sagan \| Bora-Hansgrohe \| 3h50m09s \| \| \| 2. \| Fernando Gaviria \| Quick-Step Floors \| + 0s \| \| \| 3. \| Nathan Haas \| Katusha-Alpecin \| + 0s \| \| \| 4. \| Michael Matthews \| Team Sunweb \| + 0s \| \| \| 5. \| Mark Padun \| Bahrain-Merida \| + 0s \| \| \| 6. \| Enrico Gasparotto \| Bahrain-Merida \| + 0s \| \| \| 7. \| Enrico Battaglin \| LottoNL-Jumbo \| + 0s \| \| \| 8. \| Greg Van Avermaet \| BMC Racing Team \| + 0s \| \| \| 9. \| Arthur Vichot \| Groupama-FDJ \| + 0s \| \| \| 10. \| Steven Kruijswijk \| LottoNL-Jumbo \| + 0s \| \| |                   |                   |          |
| |                   |                   |          |
| Fonte: ProCyclingStats |                   |                   |          |
| Classificação por etapas |                   |                   |          |
| Ciclista | Ciclista          | Equipe            | Tempo    |
| 1. | Peter Sagan       | Bora-Hansgrohe    | 3h50m09s |
| 2. | Fernando Gaviria  | Quick-Step Floors | + 0s     |
| 3. | Nathan Haas       | Katusha-Alpecin   | + 0s     |
| 4. | Michael Matthews  | Team Sunweb       | + 0s     |
| 5. | Mark Padun        | Bahrain-Merida    | + 0s     |
| 6. | Enrico Gasparotto | Bahrain-Merida    | + 0s     |
| 7. | Enrico Battaglin  | LottoNL-Jumbo     | + 0s     |
| 8. | Greg Van Avermaet | BMC Racing Team   | + 0s     |
| 9. | Arthur Vichot     | Groupama-FDJ      | + 0s     |
| 10. | Steven Kruijswijk | LottoNL-Jumbo     | + 0s     |

| \| Classificação geral \| Classificação geral \| Classificação geral \| Classificação geral \| Classificação geral \| \| Ciclista \| Ciclista \| Equipe \| Tempo \| \| \| ------------------- \| ------------------- \| ------------------- \| ------------------- \| ------------------- \| \| 1. \| Stefan Küng \| BMC Racing Team \| 4h10m24s \| \| \| 2. \| Greg Van Avermaet \| BMC Racing Team \| + 3s \| \| \| 3. \| Richie Porte \| BMC Racing Team \| + 3s \| \| \| 4. \| Tejay van Garderen \| BMC Racing Team \| + 3s \| \| \| 5. \| Peter Sagan \| Bora-Hansgrohe \| + 20s \| \| \| 6. \| Michael Matthews \| Team Sunweb \| + 23s \| \| \| 7. \| Wilco Kelderman \| Team Sunweb \| + 23s \| \| \| 8. \| Sam Oomen \| Team Sunweb \| + 23s \| \| \| 9. \| Simon Gerrans \| BMC Racing Team \| + 28s \| \| \| 10. \| Gregor Mühlberger \| Bora-Hansgrohe \| + 30s \| \| |                    |                 |          |
| |                    |                 |          |
| Fonte: ProCyclingStats |                    |                 |          |
| Classificação geral |                    |                 |          |
| Ciclista | Ciclista           | Equipe          | Tempo    |
| 1. | Stefan Küng        | BMC Racing Team | 4h10m24s |
| 2. | Greg Van Avermaet  | BMC Racing Team | + 3s     |
| 3. | Richie Porte       | BMC Racing Team | + 3s     |
| 4. | Tejay van Garderen | BMC Racing Team | + 3s     |
| 5. | Peter Sagan        | Bora-Hansgrohe  | + 20s    |
| 6. | Michael Matthews   | Team Sunweb     | + 23s    |
| 7. | Wilco Kelderman    | Team Sunweb     | + 23s    |
| 8. | Sam Oomen          | Team Sunweb     | + 23s    |
| 9. | Simon Gerrans      | BMC Racing Team | + 28s    |
| 10. | Gregor Mühlberger  | Bora-Hansgrohe  | + 30s    |

### 3.ª etapa
| Oberstammheim - Gansingen | etapa escarpada | (182,8 km) |

| \| Classificação por etapas \| Classificação por etapas \| Classificação por etapas \| Classificação por etapas \| Classificação por etapas \| \| Ciclista \| Ciclista \| Equipe \| Tempo \| \| \| ------------------------ \| ------------------------ \| ------------------------- \| ------------------------ \| ------------------------ \| \| 1. \| Sonny Colbrelli \| Bahrain-Merida \| 4h39m51s \| \| \| 2. \| Fernando Gaviria \| Quick-Step Floors \| + 0s \| \| \| 3. \| Peter Sagan \| Bora-Hansgrohe \| + 0s \| \| \| 4. \| Michael Albasini \| Mitchelton-Scott \| + 0s \| \| \| 5. \| Magnus Cort \| Astana \| + 0s \| \| \| 6. \| Michael Matthews \| Team Sunweb \| + 0s \| \| \| 7. \| Enrico Battaglin \| LottoNL-Jumbo \| + 0s \| \| \| 8. \| Jasper Stuyven \| Trek-Segafredo \| + 0s \| \| \| 9. \| Diego Ulissi \| UAE Team Emirates \| + 0s \| \| \| 10. \| Sep Vanmarcke \| EF Education First-Drapac \| + 0s \| \| |                  |                           |          |
| |                  |                           |          |
| Fonte: ProCyclingStats |                  |                           |          |
| Classificação por etapas |                  |                           |          |
| Ciclista | Ciclista         | Equipe                    | Tempo    |
| 1. | Sonny Colbrelli  | Bahrain-Merida            | 4h39m51s |
| 2. | Fernando Gaviria | Quick-Step Floors         | + 0s     |
| 3. | Peter Sagan      | Bora-Hansgrohe            | + 0s     |
| 4. | Michael Albasini | Mitchelton-Scott          | + 0s     |
| 5. | Magnus Cort      | Astana                    | + 0s     |
| 6. | Michael Matthews | Team Sunweb               | + 0s     |
| 7. | Enrico Battaglin | LottoNL-Jumbo             | + 0s     |
| 8. | Jasper Stuyven   | Trek-Segafredo            | + 0s     |
| 9. | Diego Ulissi     | UAE Team Emirates         | + 0s     |
| 10. | Sep Vanmarcke    | EF Education First-Drapac | + 0s     |

| \| Classificação geral \| Classificação geral \| Classificação geral \| Classificação geral \| Classificação geral \| \| Ciclista \| Ciclista \| Equipe \| Tempo \| \| \| ------------------- \| ------------------- \| ------------------- \| ------------------- \| ------------------- \| \| 1. \| Stefan Küng \| BMC Racing Team \| 8h50m15s \| \| \| 2. \| Greg Van Avermaet \| BMC Racing Team \| + 3s \| \| \| 3. \| Richie Porte \| BMC Racing Team \| + 3s \| \| \| 4. \| Tejay van Garderen \| BMC Racing Team \| + 3s \| \| \| 5. \| Peter Sagan \| Bora-Hansgrohe \| + 16s \| \| \| 6. \| Michael Matthews \| Team Sunweb \| + 23s \| \| \| 7. \| Wilco Kelderman \| Team Sunweb \| + 23s \| \| \| 8. \| Sam Oomen \| Team Sunweb \| + 23s \| \| \| 9. \| Gregor Mühlberger \| Bora-Hansgrohe \| + 30s \| \| \| 10. \| Enric Mas \| Quick-Step Floors \| + 30s \| \| |                    |                   |          |
| |                    |                   |          |
| Fonte: ProCyclingStats |                    |                   |          |
| Classificação geral |                    |                   |          |
| Ciclista | Ciclista           | Equipe            | Tempo    |
| 1. | Stefan Küng        | BMC Racing Team   | 8h50m15s |
| 2. | Greg Van Avermaet  | BMC Racing Team   | + 3s     |
| 3. | Richie Porte       | BMC Racing Team   | + 3s     |
| 4. | Tejay van Garderen | BMC Racing Team   | + 3s     |
| 5. | Peter Sagan        | Bora-Hansgrohe    | + 16s    |
| 6. | Michael Matthews   | Team Sunweb       | + 23s    |
| 7. | Wilco Kelderman    | Team Sunweb       | + 23s    |
| 8. | Sam Oomen          | Team Sunweb       | + 23s    |
| 9. | Gregor Mühlberger  | Bora-Hansgrohe    | + 30s    |
| 10. | Enric Mas          | Quick-Step Floors | + 30s    |

### 4.ª etapa
| Gansingen - Gstaad | média montanha | (189,2 km) |

| \| Classificação por etapas \| Classificação por etapas \| Classificação por etapas \| Classificação por etapas \| Classificação por etapas \| \| Ciclista \| Ciclista \| Equipe \| Tempo \| \| \| ------------------------ \| ------------------------ \| ------------------------ \| ------------------------ \| ------------------------ \| \| 1. \| Christopher Juul-Jensen \| Mitchelton-Scott \| 4h35m56s \| \| \| 2. \| Michael Matthews \| Team Sunweb \| + 8s \| \| \| 3. \| Yves Lampaert \| Quick-Step Floors \| + 8s \| \| \| 4. \| Peter Sagan \| Bora-Hansgrohe \| + 8s \| \| \| 5. \| Sonny Colbrelli \| Bahrain-Merida \| + 8s \| \| \| 6. \| Magnus Cort \| Astana \| + 8s \| \| \| 7. \| Enrico Battaglin \| LottoNL-Jumbo \| + 8s \| \| \| 8. \| Michael Albasini \| Mitchelton-Scott \| + 8s \| \| \| 9. \| Bjorg Lambrecht \| Lotto-Soudal \| + 8s \| \| \| 10. \| José Gonçalves \| Katusha-Alpecin \| + 8s \| \| |                         |                   |          |
| |                         |                   |          |
| Fonte: ProCyclingStats |                         |                   |          |
| Classificação por etapas |                         |                   |          |
| Ciclista | Ciclista                | Equipe            | Tempo    |
| 1. | Christopher Juul-Jensen | Mitchelton-Scott  | 4h35m56s |
| 2. | Michael Matthews        | Team Sunweb       | + 8s     |
| 3. | Yves Lampaert           | Quick-Step Floors | + 8s     |
| 4. | Peter Sagan             | Bora-Hansgrohe    | + 8s     |
| 5. | Sonny Colbrelli         | Bahrain-Merida    | + 8s     |
| 6. | Magnus Cort             | Astana            | + 8s     |
| 7. | Enrico Battaglin        | LottoNL-Jumbo     | + 8s     |
| 8. | Michael Albasini        | Mitchelton-Scott  | + 8s     |
| 9. | Bjorg Lambrecht         | Lotto-Soudal      | + 8s     |
| 10. | José Gonçalves          | Katusha-Alpecin   | + 8s     |

| \| Classificação geral \| Classificação geral \| Classificação geral \| Classificação geral \| Classificação geral \| \| Ciclista \| Ciclista \| Equipe \| Tempo \| \| \| ------------------- \| ------------------- \| ------------------- \| ------------------- \| ------------------- \| \| 1. \| Stefan Küng \| BMC Racing Team \| 13h26m19s \| \| \| 2. \| Greg Van Avermaet \| BMC Racing Team \| + 3s \| \| \| 3. \| Richie Porte \| BMC Racing Team \| + 3s \| \| \| 4. \| Tejay van Garderen \| BMC Racing Team \| + 3s \| \| \| 5. \| Peter Sagan \| Bora-Hansgrohe \| + 16s \| \| \| 6. \| Michael Matthews \| Team Sunweb \| + 17s \| \| \| 7. \| Wilco Kelderman \| Team Sunweb \| + 23s \| \| \| 8. \| Sam Oomen \| Team Sunweb \| + 23s \| \| \| 9. \| Gregor Mühlberger \| Bora-Hansgrohe \| + 30s \| \| \| 10. \| Enric Mas \| Quick-Step Floors \| + 30s \| \| |                    |                   |           |
| |                    |                   |           |
| Fonte: ProCyclingStats |                    |                   |           |
| Classificação geral |                    |                   |           |
| Ciclista | Ciclista           | Equipe            | Tempo     |
| 1. | Stefan Küng        | BMC Racing Team   | 13h26m19s |
| 2. | Greg Van Avermaet  | BMC Racing Team   | + 3s      |
| 3. | Richie Porte       | BMC Racing Team   | + 3s      |
| 4. | Tejay van Garderen | BMC Racing Team   | + 3s      |
| 5. | Peter Sagan        | Bora-Hansgrohe    | + 16s     |
| 6. | Michael Matthews   | Team Sunweb       | + 17s     |
| 7. | Wilco Kelderman    | Team Sunweb       | + 23s     |
| 8. | Sam Oomen          | Team Sunweb       | + 23s     |
| 9. | Gregor Mühlberger  | Bora-Hansgrohe    | + 30s     |
| 10. | Enric Mas          | Quick-Step Floors | + 30s     |

### 5.ª etapa
| Gstaad - Leukerbad | alta montanha | (155,7 km) |

| \| Classificação por etapas \| Classificação por etapas \| Classificação por etapas \| Classificação por etapas \| Classificação por etapas \| \| Ciclista \| Ciclista \| Equipe \| Tempo \| \| \| ------------------------ \| ------------------------ \| ------------------------ \| ------------------------ \| ------------------------ \| \| 1. \| Diego Ulissi \| UAE Team Emirates \| 3h37m31s \| \| \| 2. \| Enric Mas \| Quick-Step Floors \| + 0s \| \| \| 3. \| Tom Slagter \| Dimension Data \| + 0s \| \| \| 4. \| Wilco Kelderman \| Team Sunweb \| + 0s \| \| \| 5. \| Bauke Mollema \| Trek-Segafredo \| + 0s \| \| \| 6. \| Simon Špilak \| Katusha-Alpecin \| + 0s \| \| \| 7. \| Nairo Quintana \| Movistar Team \| + 0s \| \| \| 8. \| Richie Porte \| BMC Racing Team \| + 0s \| \| \| 9. \| Sam Oomen \| Team Sunweb \| + 0s \| \| \| 10. \| Bjorg Lambrecht \| Lotto-Soudal \| + 0s \| \| |                 |                   |          |
| |                 |                   |          |
| Fonte: ProCyclingStats |                 |                   |          |
| Classificação por etapas |                 |                   |          |
| Ciclista | Ciclista        | Equipe            | Tempo    |
| 1. | Diego Ulissi    | UAE Team Emirates | 3h37m31s |
| 2. | Enric Mas       | Quick-Step Floors | + 0s     |
| 3. | Tom Slagter     | Dimension Data    | + 0s     |
| 4. | Wilco Kelderman | Team Sunweb       | + 0s     |
| 5. | Bauke Mollema   | Trek-Segafredo    | + 0s     |
| 6. | Simon Špilak    | Katusha-Alpecin   | + 0s     |
| 7. | Nairo Quintana  | Movistar Team     | + 0s     |
| 8. | Richie Porte    | BMC Racing Team   | + 0s     |
| 9. | Sam Oomen       | Team Sunweb       | + 0s     |
| 10. | Bjorg Lambrecht | Lotto-Soudal      | + 0s     |

| \| Classificação geral \| Classificação geral \| Classificação geral \| Classificação geral \| Classificação geral \| \| Ciclista \| Ciclista \| Equipe \| Tempo \| \| \| ------------------- \| ------------------- \| ------------------- \| ------------------- \| ------------------- \| \| 1. \| Richie Porte \| BMC Racing Team \| 17h03m53s \| \| \| 2. \| Wilco Kelderman \| Team Sunweb \| + 20s \| \| \| 3. \| Sam Oomen \| Team Sunweb \| + 20s \| \| \| 4. \| Enric Mas \| Quick-Step Floors \| + 21s \| \| \| 5. \| Jack Haig \| Mitchelton-Scott \| + 29s \| \| \| 6. \| Nairo Quintana \| Movistar Team \| + 33s \| \| \| 7. \| Ion Izagirre \| Bahrain-Merida \| + 36s \| \| \| 8. \| Diego Ulissi \| UAE Team Emirates \| + 40s \| \| \| 9. \| Simon Špilak \| Katusha-Alpecin \| + 46s \| \| \| 10. \| Mikel Landa \| Movistar Team \| + 47s \| \| |                 |                   |           |
| |                 |                   |           |
| Fonte: ProCyclingStats |                 |                   |           |
| Classificação geral |                 |                   |           |
| Ciclista | Ciclista        | Equipe            | Tempo     |
| 1. | Richie Porte    | BMC Racing Team   | 17h03m53s |
| 2. | Wilco Kelderman | Team Sunweb       | + 20s     |
| 3. | Sam Oomen       | Team Sunweb       | + 20s     |
| 4. | Enric Mas       | Quick-Step Floors | + 21s     |
| 5. | Jack Haig       | Mitchelton-Scott  | + 29s     |
| 6. | Nairo Quintana  | Movistar Team     | + 33s     |
| 7. | Ion Izagirre    | Bahrain-Merida    | + 36s     |
| 8. | Diego Ulissi    | UAE Team Emirates | + 40s     |
| 9. | Simon Špilak    | Katusha-Alpecin   | + 46s     |
| 10. | Mikel Landa     | Movistar Team     | + 47s     |

### 6.ª etapa
| Fiesch - Gommiswald | alta montanha | (186 km) |

| \| Classificação por etapas \| Classificação por etapas \| Classificação por etapas \| Classificação por etapas \| Classificação por etapas \| \| Ciclista \| Ciclista \| Equipe \| Tempo \| \| \| ------------------------ \| ------------------------ \| ------------------------ \| ------------------------ \| ------------------------ \| \| 1. \| Søren Kragh Andersen \| Team Sunweb \| 4h59m53s \| \| \| 2. \| Nathan Haas \| Katusha-Alpecin \| + 10s \| \| \| 3. \| Gorka Izagirre \| Bahrain-Merida \| + 24s \| \| \| 4. \| Maxime Monfort \| Lotto-Soudal \| + 25s \| \| \| 5. \| Cyril Gautier \| AG2R La Mondiale \| + 25s \| \| \| 6. \| Richie Porte \| BMC Racing Team \| + 27s \| \| \| 7. \| Michael Gogl \| Trek-Segafredo \| + 29s \| \| \| 8. \| Diego Ulissi \| UAE Team Emirates \| + 39s \| \| \| 9. \| Arthur Vichot \| Groupama-FDJ \| + 39s \| \| \| 10. \| Mathias Frank \| AG2R La Mondiale \| + 39s \| \| |                      |                   |          |
| |                      |                   |          |
| Fonte: ProCyclingStats |                      |                   |          |
| Classificação por etapas |                      |                   |          |
| Ciclista | Ciclista             | Equipe            | Tempo    |
| 1. | Søren Kragh Andersen | Team Sunweb       | 4h59m53s |
| 2. | Nathan Haas          | Katusha-Alpecin   | + 10s    |
| 3. | Gorka Izagirre       | Bahrain-Merida    | + 24s    |
| 4. | Maxime Monfort       | Lotto-Soudal      | + 25s    |
| 5. | Cyril Gautier        | AG2R La Mondiale  | + 25s    |
| 6. | Richie Porte         | BMC Racing Team   | + 27s    |
| 7. | Michael Gogl         | Trek-Segafredo    | + 29s    |
| 8. | Diego Ulissi         | UAE Team Emirates | + 39s    |
| 9. | Arthur Vichot        | Groupama-FDJ      | + 39s    |
| 10. | Mathias Frank        | AG2R La Mondiale  | + 39s    |

| \| Classificação geral \| Classificação geral \| Classificação geral \| Classificação geral \| Classificação geral \| \| Ciclista \| Ciclista \| Equipe \| Tempo \| \| \| ------------------- \| ------------------- \| ------------------- \| ------------------- \| ------------------- \| \| 1. \| Richie Porte \| BMC Racing Team \| 22h04m13s \| \| \| 2. \| Wilco Kelderman \| Team Sunweb \| + 32s \| \| \| 3. \| Sam Oomen \| Team Sunweb \| + 32s \| \| \| 4. \| Enric Mas \| Quick-Step Floors \| + 33s \| \| \| 5. \| Jack Haig \| Mitchelton-Scott \| + 41s \| \| \| 6. \| Nairo Quintana \| Movistar Team \| + 45s \| \| \| 7. \| Ion Izagirre \| Bahrain-Merida \| + 48s \| \| \| 8. \| Diego Ulissi \| UAE Team Emirates \| + 52s \| \| \| 9. \| Simon Špilak \| Katusha-Alpecin \| + 58s \| \| \| 10. \| Mikel Landa \| Movistar Team \| + 59s \| \| |                 |                   |           |
| |                 |                   |           |
| Fonte: ProCyclingStats |                 |                   |           |
| Classificação geral |                 |                   |           |
| Ciclista | Ciclista        | Equipe            | Tempo     |
| 1. | Richie Porte    | BMC Racing Team   | 22h04m13s |
| 2. | Wilco Kelderman | Team Sunweb       | + 32s     |
| 3. | Sam Oomen       | Team Sunweb       | + 32s     |
| 4. | Enric Mas       | Quick-Step Floors | + 33s     |
| 5. | Jack Haig       | Mitchelton-Scott  | + 41s     |
| 6. | Nairo Quintana  | Movistar Team     | + 45s     |
| 7. | Ion Izagirre    | Bahrain-Merida    | + 48s     |
| 8. | Diego Ulissi    | UAE Team Emirates | + 52s     |
| 9. | Simon Špilak    | Katusha-Alpecin   | + 58s     |
| 10. | Mikel Landa     | Movistar Team     | + 59s     |

### 7.ª etapa
| Eschenbach - Arosa | alta montanha | (170,5 km) |

| \| Classificação por etapas \| Classificação por etapas \| Classificação por etapas \| Classificação por etapas \| Classificação por etapas \| \| Ciclista \| Ciclista \| Equipe \| Tempo \| \| \| ------------------------ \| ------------------------ \| ------------------------ \| ------------------------ \| ------------------------ \| \| 1. \| Nairo Quintana \| Movistar Team \| 4h01m39s \| \| \| 2. \| Jakob Fuglsang \| Astana \| + 22s \| \| \| 3. \| Richie Porte \| BMC Racing Team \| + 22s \| \| \| 4. \| Gregor Mühlberger \| Bora-Hansgrohe \| + 38s \| \| \| 5. \| Wilco Kelderman \| Team Sunweb \| + 38s \| \| \| 6. \| Enric Mas \| Quick-Step Floors \| + 38s \| \| \| 7. \| Igor Antón \| Dimension Data \| + 38s \| \| \| 8. \| Steven Kruijswijk \| LottoNL-Jumbo \| + 50s \| \| \| 9. \| Mikel Landa \| Movistar Team \| + 50s \| \| \| 10. \| Sam Oomen \| Team Sunweb \| + 59s \| \| |                   |                   |          |
| |                   |                   |          |
| Fonte: ProCyclingStats |                   |                   |          |
| Classificação por etapas |                   |                   |          |
| Ciclista | Ciclista          | Equipe            | Tempo    |
| 1. | Nairo Quintana    | Movistar Team     | 4h01m39s |
| 2. | Jakob Fuglsang    | Astana            | + 22s    |
| 3. | Richie Porte      | BMC Racing Team   | + 22s    |
| 4. | Gregor Mühlberger | Bora-Hansgrohe    | + 38s    |
| 5. | Wilco Kelderman   | Team Sunweb       | + 38s    |
| 6. | Enric Mas         | Quick-Step Floors | + 38s    |
| 7. | Igor Antón        | Dimension Data    | + 38s    |
| 8. | Steven Kruijswijk | LottoNL-Jumbo     | + 50s    |
| 9. | Mikel Landa       | Movistar Team     | + 50s    |
| 10. | Sam Oomen         | Team Sunweb       | + 59s    |

| \| Classificação geral \| Classificação geral \| Classificação geral \| Classificação geral \| Classificação geral \| \| Ciclista \| Ciclista \| Equipe \| Tempo \| \| \| ------------------- \| ------------------- \| ------------------- \| ------------------- \| ------------------- \| \| 1. \| Richie Porte \| BMC Racing Team \| 26h06m10s \| \| \| 2. \| Nairo Quintana \| Movistar Team \| + 17s \| \| \| 3. \| Wilco Kelderman \| Team Sunweb \| + 52s \| \| \| 4. \| Enric Mas \| Quick-Step Floors \| + 53s \| \| \| 5. \| Sam Oomen \| Team Sunweb \| + 1m13s \| \| \| 6. \| Jakob Fuglsang \| Astana \| + 1m28s \| \| \| 7. \| Mikel Landa \| Movistar Team \| + 1m31s \| \| \| 8. \| Steven Kruijswijk \| LottoNL-Jumbo \| + 1m37s \| \| \| 9. \| Simon Špilak \| Katusha-Alpecin \| + 1m48s \| \| \| 10. \| Bauke Mollema \| Trek-Segafredo \| + 2m26s \| \| |                   |                   |           |
| |                   |                   |           |
| Fonte: ProCyclingStats |                   |                   |           |
| Classificação geral |                   |                   |           |
| Ciclista | Ciclista          | Equipe            | Tempo     |
| 1. | Richie Porte      | BMC Racing Team   | 26h06m10s |
| 2. | Nairo Quintana    | Movistar Team     | + 17s     |
| 3. | Wilco Kelderman   | Team Sunweb       | + 52s     |
| 4. | Enric Mas         | Quick-Step Floors | + 53s     |
| 5. | Sam Oomen         | Team Sunweb       | + 1m13s   |
| 6. | Jakob Fuglsang    | Astana            | + 1m28s   |
| 7. | Mikel Landa       | Movistar Team     | + 1m31s   |
| 8. | Steven Kruijswijk | LottoNL-Jumbo     | + 1m37s   |
| 9. | Simon Špilak      | Katusha-Alpecin   | + 1m48s   |
| 10. | Bauke Mollema     | Trek-Segafredo    | + 2m26s   |

### 8.ª etapa
| Bellinzona - Bellinzona | etapa plana | (123,8 km) |

| \| Classificação por etapas \| Classificação por etapas \| Classificação por etapas \| Classificação por etapas \| Classificação por etapas \| \| Ciclista \| Ciclista \| Equipe \| Tempo \| \| \| ------------------------ \| --------------------------- \| ------------------------ \| ------------------------ \| ------------------------ \| \| 1. \| Arnaud Démare \| Groupama-FDJ \| 2h41m07s \| \| \| 2. \| Fernando Gaviria \| Quick-Step Floors \| + 0s \| \| \| 3. \| Alexander Kristoff \| UAE Team Emirates \| + 0s \| \| \| 4. \| Peter Sagan \| Bora-Hansgrohe \| + 0s \| \| \| 5. \| Jasper Stuyven \| Trek-Segafredo \| + 0s \| \| \| 6. \| John Degenkolb \| Trek-Segafredo \| + 0s \| \| \| 7. \| Reinardt Janse van Rensburg \| Dimension Data \| + 0s \| \| \| 8. \| Sonny Colbrelli \| Bahrain-Merida \| + 0s \| \| \| 9. \| André Greipel \| Lotto-Soudal \| + 0s \| \| \| 10. \| Michael Matthews \| Team Sunweb \| + 0s \| \| |                             |                   |          |
| |                             |                   |          |
| Fonte: ProCyclingStats |                             |                   |          |
| Classificação por etapas |                             |                   |          |
| Ciclista | Ciclista                    | Equipe            | Tempo    |
| 1. | Arnaud Démare               | Groupama-FDJ      | 2h41m07s |
| 2. | Fernando Gaviria            | Quick-Step Floors | + 0s     |
| 3. | Alexander Kristoff          | UAE Team Emirates | + 0s     |
| 4. | Peter Sagan                 | Bora-Hansgrohe    | + 0s     |
| 5. | Jasper Stuyven              | Trek-Segafredo    | + 0s     |
| 6. | John Degenkolb              | Trek-Segafredo    | + 0s     |
| 7. | Reinardt Janse van Rensburg | Dimension Data    | + 0s     |
| 8. | Sonny Colbrelli             | Bahrain-Merida    | + 0s     |
| 9. | André Greipel               | Lotto-Soudal      | + 0s     |
| 10. | Michael Matthews            | Team Sunweb       | + 0s     |

| \| Classificação geral \| Classificação geral \| Classificação geral \| Classificação geral \| Classificação geral \| \| Ciclista \| Ciclista \| Equipe \| Tempo \| \| \| ------------------- \| ------------------- \| ------------------- \| ------------------- \| ------------------- \| \| 1. \| Richie Porte \| BMC Racing Team \| 28h47m17s \| \| \| 2. \| Nairo Quintana \| Movistar Team \| + 17s \| \| \| 3. \| Wilco Kelderman \| Team Sunweb \| + 52s \| \| \| 4. \| Enric Mas \| Quick-Step Floors \| + 53s \| \| \| 5. \| Sam Oomen \| Team Sunweb \| + 1m13s \| \| \| 6. \| Jakob Fuglsang \| Astana \| + 1m28s \| \| \| 7. \| Mikel Landa \| Movistar Team \| + 1m31s \| \| \| 8. \| Steven Kruijswijk \| LottoNL-Jumbo \| + 1m37s \| \| \| 9. \| Simon Špilak \| Katusha-Alpecin \| + 1m48s \| \| \| 10. \| Bauke Mollema \| Trek-Segafredo \| + 2m26s \| \| |                   |                   |           |
| |                   |                   |           |
| Fonte: ProCyclingStats |                   |                   |           |
| Classificação geral |                   |                   |           |
| Ciclista | Ciclista          | Equipe            | Tempo     |
| 1. | Richie Porte      | BMC Racing Team   | 28h47m17s |
| 2. | Nairo Quintana    | Movistar Team     | + 17s     |
| 3. | Wilco Kelderman   | Team Sunweb       | + 52s     |
| 4. | Enric Mas         | Quick-Step Floors | + 53s     |
| 5. | Sam Oomen         | Team Sunweb       | + 1m13s   |
| 6. | Jakob Fuglsang    | Astana            | + 1m28s   |
| 7. | Mikel Landa       | Movistar Team     | + 1m31s   |
| 8. | Steven Kruijswijk | LottoNL-Jumbo     | + 1m37s   |
| 9. | Simon Špilak      | Katusha-Alpecin   | + 1m48s   |
| 10. | Bauke Mollema     | Trek-Segafredo    | + 2m26s   |

### 9.ª etapa
| Bellinzona - Bellinzona | contrarrelógio individual | (34,1 km) |

| \| Classificação por etapas \| Classificação por etapas \| Classificação por etapas \| Classificação por etapas \| Classificação por etapas \| \| Ciclista \| Ciclista \| Equipe \| Tempo \| \| \| ------------------------ \| ------------------------ \| ------------------------ \| ------------------------ \| ------------------------ \| \| 1. \| Stefan Küng \| BMC Racing Team \| 39m44s \| \| \| 2. \| Søren Kragh Andersen \| Team Sunweb \| + 19s \| \| \| 3. \| Tejay van Garderen \| BMC Racing Team \| + 23s \| \| \| 4. \| Maciej Bodnar \| Bora-Hansgrohe \| + 26s \| \| \| 5. \| Michael Matthews \| Team Sunweb \| + 26s \| \| \| 6. \| Pavel Sivakov \| Team Sky \| + 37s \| \| \| 7. \| Cameron Meyer \| Mitchelton-Scott \| + 37s \| \| \| 8. \| Jakob Fuglsang \| Astana \| + 38s \| \| \| 9. \| Nikias Arndt \| Team Sunweb \| + 44s \| \| \| 10. \| Nelson Oliveira \| Movistar Team \| + 46s \| \| |                      |                  |        |
| |                      |                  |        |
| Fonte: ProCyclingStats |                      |                  |        |
| Classificação por etapas |                      |                  |        |
| Ciclista | Ciclista             | Equipe           | Tempo  |
| 1. | Stefan Küng          | BMC Racing Team  | 39m44s |
| 2. | Søren Kragh Andersen | Team Sunweb      | + 19s  |
| 3. | Tejay van Garderen   | BMC Racing Team  | + 23s  |
| 4. | Maciej Bodnar        | Bora-Hansgrohe   | + 26s  |
| 5. | Michael Matthews     | Team Sunweb      | + 26s  |
| 6. | Pavel Sivakov        | Team Sky         | + 37s  |
| 7. | Cameron Meyer        | Mitchelton-Scott | + 37s  |
| 8. | Jakob Fuglsang       | Astana           | + 38s  |
| 9. | Nikias Arndt         | Team Sunweb      | + 44s  |
| 10. | Nelson Oliveira      | Movistar Team    | + 46s  |

## Classificações finais
As classificações finalizaram da seguinte forma:

### Classificação geral
| \| Classificação geral \| Classificação geral \| Classificação geral \| Classificação geral \| Classificação geral \| \| Ciclista \| Ciclista \| Equipe \| Tempo \| \| \| ------------------- \| ------------------- \| ------------------- \| ------------------- \| ------------------- \| \| 1. \| Richie Porte \| BMC Racing Team \| 29h28m05s \| \| \| 2. \| Jakob Fuglsang \| Astana \| + 1m02s \| \| \| 3. \| Nairo Quintana \| Movistar Team \| + 1m12s \| \| \| 4. \| Enric Mas \| Quick-Step Floors \| + 1m20s \| \| \| 5. \| Wilco Kelderman \| Team Sunweb \| + 1m21s \| \| \| 6. \| Simon Špilak \| Katusha-Alpecin \| + 1m47s \| \| \| 7. \| Sam Oomen \| Team Sunweb \| + 1m52s \| \| \| 8. \| Steven Kruijswijk \| LottoNL-Jumbo \| + 1m59s \| \| \| 9. \| Diego Ulissi \| UAE Team Emirates \| + 2m27s \| \| \| 10. \| Arthur Vichot \| Groupama-FDJ \| + 2m41s \| \| |                   |                   |           |
| |                   |                   |           |
| Fonte: ProCyclingStats |                   |                   |           |
| Classificação geral |                   |                   |           |
| Ciclista | Ciclista          | Equipe            | Tempo     |
| 1. | Richie Porte      | BMC Racing Team   | 29h28m05s |
| 2. | Jakob Fuglsang    | Astana            | + 1m02s   |
| 3. | Nairo Quintana    | Movistar Team     | + 1m12s   |
| 4. | Enric Mas         | Quick-Step Floors | + 1m20s   |
| 5. | Wilco Kelderman   | Team Sunweb       | + 1m21s   |
| 6. | Simon Špilak      | Katusha-Alpecin   | + 1m47s   |
| 7. | Sam Oomen         | Team Sunweb       | + 1m52s   |
| 8. | Steven Kruijswijk | LottoNL-Jumbo     | + 1m59s   |
| 9. | Diego Ulissi      | UAE Team Emirates | + 2m27s   |
| 10. | Arthur Vichot     | Groupama-FDJ      | + 2m41s   |

### Classificação por pontos
| Classificação por pontos | Classificação por pontos | Classificação por pontos | Classificação por pontos | Classificação por pontos |
| Ciclista                 | Ciclista                 | Equipe                   | Pontos                   |                          |
| ------------------------ | ------------------------ | ------------------------ | ------------------------ | ------------------------ |
| 1.                       | Peter Sagan              | Bora-Hansgrohe           | 26 pts                   |                          |
| 2.                       | Michael Matthews         | Team Sunweb              | 26 pts                   |                          |
| 3.                       | Søren Kragh Andersen     | Team Sunweb              | 21 pts                   |                          |
| 4.                       | Willie Smit              | Katusha-Alpecin          | 21 pts                   |                          |
| 5.                       | Calvin Watson            | Aqua Blue Sport          | 19 pts                   |                          |
| 6.                       | Stefan Küng              | BMC Racing Team          | 18 pts                   |                          |
| 7.                       | Gorka Izagirre           | Bahrain-Merida           | 18 pts                   |                          |
| 8.                       | Christopher Juul-Jensen  | Mitchelton-Scott         | 15 pts                   |                          |
| 9.                       | Sonny Colbrelli          | Bahrain-Merida           | 14 pts                   |                          |
| 10.                      | Nathan Haas              | Katusha-Alpecin          | 14 pts                   |                          |

### Classificação da montanha
| Classificação da montanha | Classificação da montanha | Classificação da montanha       | Classificação da montanha | Classificação da montanha |
| Ciclista                  | Ciclista                  | Equipe                          | Pontos                    |                           |
| ------------------------- | ------------------------- | ------------------------------- | ------------------------- | ------------------------- |
| 1.                        | Mark Christian            | Aqua Blue Sport                 | 36 pts                    |                           |
| 2.                        | Nathan Haas               | Katusha-Alpecin                 | 32 pts                    |                           |
| 3.                        | Romain Sicard             | Direct Énergie                  | 24 pts                    |                           |
| 4.                        | Nairo Quintana            | Movistar Team                   | 20 pts                    |                           |
| 5.                        | Larry Warbasse            | Aqua Blue Sport                 | 20 pts                    |                           |
| 6.                        | Rein Taaramäe             | Direct Énergie                  | 20 pts                    |                           |
| 7.                        | Filippo Zaccanti          | Nippo-Vini Fantini-Europa Ovini | 17 pts                    |                           |
| 8.                        | Nans Peters               | AG2R La Mondiale                | 16 pts                    |                           |
| 9.                        | Maxime Monfort            | Lotto-Soudal                    | 16 pts                    |                           |
| 10.                       | Daniel Oss                | Bora-Hansgrohe                  | 15 pts                    |                           |

### Classificação do melhor jovem
| Classificação dos jovens | Classificação dos jovens | Classificação dos jovens  | Classificação dos jovens | Classificação dos jovens |
| Ciclista                 | Ciclista                 | Equipe                    | Tempo                    |                          |
| ------------------------ | ------------------------ | ------------------------- | ------------------------ | ------------------------ |
| 1.                       | Enric Mas                | Quick-Step Floors         | 29h29m25s                |                          |
| 2.                       | Sam Oomen                | Team Sunweb               | + 32s                    |                          |
| 3.                       | Pavel Sivakov            | Team Sky                  | + 2m27s                  |                          |
| 4.                       | Hugh Carthy              | EF Education First-Drapac | + 3m12s                  |                          |
| 5.                       | Bjorg Lambrecht          | Lotto-Soudal              | + 4m11s                  |                          |
| 6.                       | Merhawi Kudus            | Dimension Data            | + 10m58s                 |                          |
| 7.                       | Gregor Mühlberger        | Bora-Hansgrohe            | + 11m13s                 |                          |
| 8.                       | Mark Padun               | Bahrain-Merida            | + 20m06s                 |                          |
| 9.                       | Nans Peters              | AG2R La Mondiale          | + 26m15s                 |                          |
| 10.                      | Steff Cras               | Katusha-Alpecin           | + 28m41s                 |                          |

### Classificação por equipas
| Classificação por equipes | Classificação por equipes | Classificação por equipes | Classificação por equipes |
| Equipe                    | Equipe                    | Tempo                     |                           |
| ------------------------- | ------------------------- | ------------------------- | ------------------------- |
| 1.                        | Astana                    | 1h27m52s                  |                           |
| 2.                        | Movistar Team             | + 4m45s                   |                           |
| 3.                        | AG2R La Mondiale          | + 4m54s                   |                           |
| 4.                        | Team Sunweb               | + 5m09s                   |                           |
| 5.                        | BMC Racing Team           | + 15m14s                  |                           |
| 6.                        | Bahrain-Merida            | + 18m58s                  |                           |
| 7.                        | Katusha-Alpecin           | + 19m46s                  |                           |
| 8.                        | Lotto NL-Jumbo            | + 23m21s                  |                           |
| 9.                        | Dimension Data            | + 37m46s                  |                           |
| 10.                       | Trek-Segafredo            | + 42m07s                  |                           |

## Evolução das classificações
| Etapa                 | Vencedor                | Classificação geral | Classificação por pontos | Classificação da montanha | Classificação dos jovens | Classificação do melhor suíço | Classificação por equipas |
| --------------------- | ----------------------- | ------------------- | ------------------------ | ------------------------- | ------------------------ | ----------------------------- | ------------------------- |
| 1.ª                   | BMC Racing              | Stefan Küng         | não se entregou          | não se entregou           | Sam Oomen                | Stefan Küng                   | BMC Racing                |
| 2.ª                   | Peter Sagan             | Stefan Küng         | Calvin Watson            | Filippo Zaccanti          | Sam Oomen                | Stefan Küng                   | BMC Racing                |
| 3.ª                   | Sonny Colbrelli         | Stefan Küng         | Calvin Watson            | Filippo Zaccanti          | Sam Oomen                | Stefan Küng                   | BMC Racing                |
| 4.ª                   | Christopher Juul-Jensen | Stefan Küng         | Peter Sagan              | Filippo Zaccanti          | Sam Oomen                | Stefan Küng                   | BMC Racing                |
| 5.ª                   | Diego Ulissi            | Richie Porte        | Peter Sagan              | Romain Sicard             | Sam Oomen                | Mathias Frank                 | Movistar                  |
| 6.ª                   | Søren Kragh Andersen    | Richie Porte        | Peter Sagan              | Mark Christian            | Sam Oomen                | Mathias Frank                 | Movistar                  |
| 7.ª                   | Nairo Quintana          | Richie Porte        | Michael Matthews         | Mark Christian            | Enric Mas                | Mathias Frank                 | Astana                    |
| 8.ª                   | Arnaud Démare           | Richie Porte        | Peter Sagan              | Mark Christian            | Enric Mas                | Mathias Frank                 | Astana                    |
| 9.ª                   | Stefan Küng             | Richie Porte        | Peter Sagan              | Mark Christian            | Enric Mas                | Mathias Frank                 | Astana                    |
| Classificações finais | Classificações finais   | Richie Porte        | Peter Sagan              | Mark Christian            | Enric Mas                | Mathias Frank                 | Astana                    |

## UCI World Ranking
A Volta à Suíça outorga pontos para o UCI WorldTour de 2018 e o UCI World Ranking, este último para corredores das equipas nas categorias UCI WorldTeam, Profissional Continental e Equipas Continentais. As seguintes tabelas mostram o barómetro de pontuação e os 10 corredores que obtiveram mais pontos:
| Posição             | 1.º | 2.º | 3.º | 4.º | 5.º | 6.º | 7.º | 8.º | 9.º | 10.º | 11.º | 12.º | 13.º | 14.º | 15.º | 16.º-20.º | 21.º-30.º | 31.º-50.º | 51.º-55.º | 56.º-60.º |
| Classificação geral | 500 | 400 | 325 | 275 | 225 | 175 | 150 | 125 | 100 | 85   | 70   | 60   | 50   | 40   | 35   | 30        | 20        | 10        | 5         | 3         |
| Por etapa           | 60  | 25  | 10  |     |     |     |     |     |     |      |      |      |      |      |      |           |           |           |           |           |
| Líder               | 10  |     |     |     |     |     |     |     |     |      |      |      |      |      |      |           |           |           |           |           |

| Classificação |                   |                   |       |       |       |        |
| Posição       | Ciclista          | Equipa            | Geral | Etapa | Líder | Total  |
| ------------- | ----------------- | ----------------- | ----- | ----- | ----- | ------ |
| 1.º           | Richie Porte      | BMC Racing        | 500   | 18,57 | 40    | 558,57 |
| 2.º           | Jakob Fuglsang    | Astana            | 400   | 25    | -     | 425    |
| 3.º           | Nairo Quintana    | Movistar          | 325   | 60    | -     | 385    |
| 4.º           | Enric Mas         | Quick-Step Floors | 275   | 26,43 | -     | 301,43 |
| 5.º           | Wilco Kelderman   | Sunweb            | 225   | 3,57  | -     | 228,57 |
| 6.º           | Simon Špilak      | Katusha-Alpecin   | 175   | -     | -     | 175    |
| 7.º           | Diego Ulissi      | UAE Emirates      | 100   | 60    | -     | 160    |
| 8.º           | Sam Oomen         | Sunweb            | 150   | 3,57  | -     | 153,57 |
| 9.º           | Steven Kruijswijk | LottoNL-Jumbo     | 125   | -     | -     | 125    |
| 10.º          | Stefan Küng       | BMC Racing        | 10    | 68,57 | 40    | 118,57 |